# Neutralité de l'Irlande

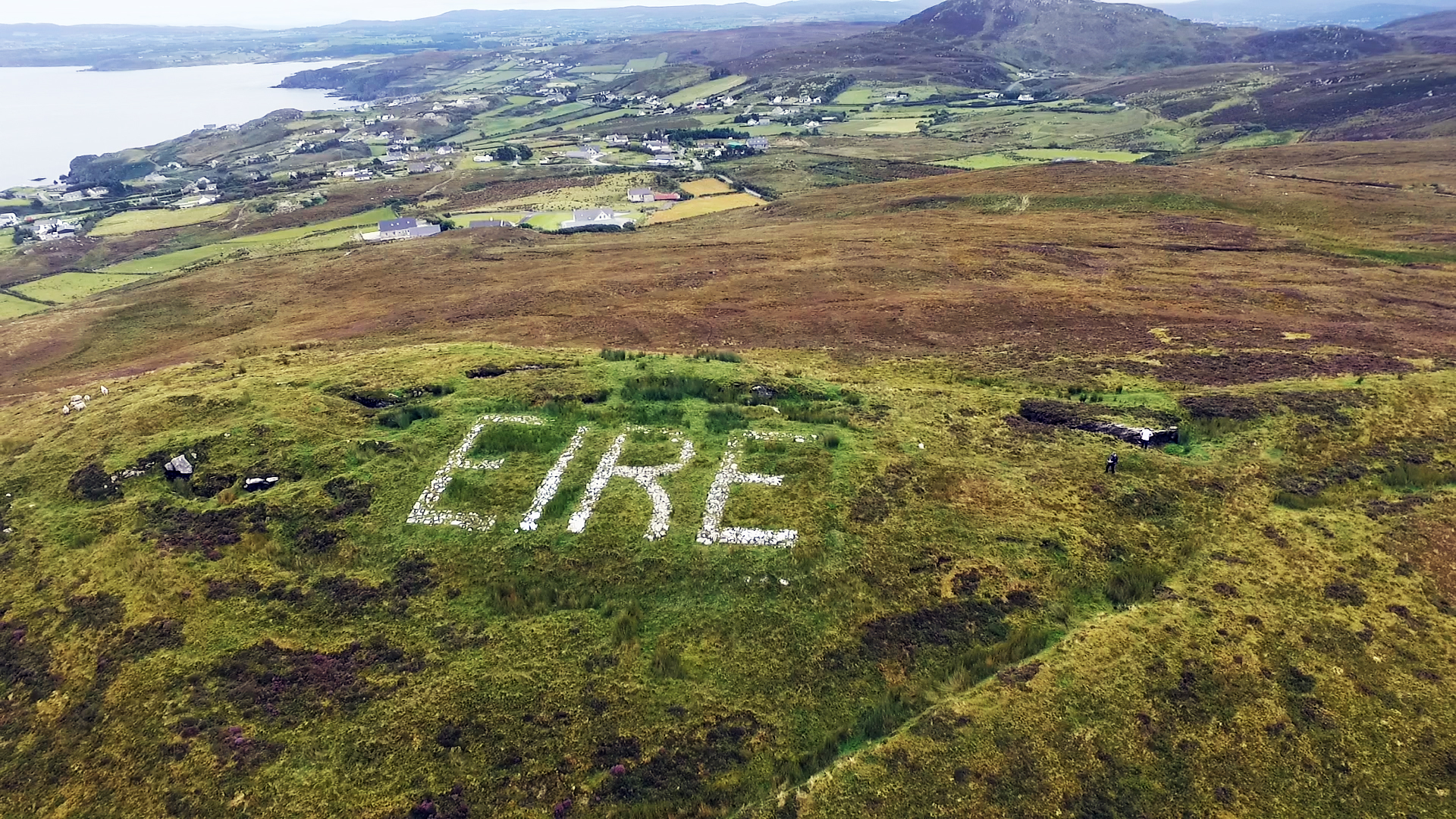
Paysage irlandais dans lequel est écrit « Eire » (irlande) en gaélique.

La neutralité irlandaise fait référence à la politique de l'Irlande de rester neutre dans les relations internationales, politique suivie depuis les années 1930. Les modalités de cette neutralité ont varié au fil du temps, et elle est disputée depuis les années 1970. Historiquement, elle s'est notamment manifestée par le fait que l'Irlande n'a pas pris part à la Seconde Guerre mondiale et n'a jamais adhéré à l'OTAN, même si, durant la Guerre froide, le pays était anticommuniste et n'a pas rejoint le Mouvement des non-alignés. La compatibilité de la neutralité du pays avec sa participation à l'Union européenne a été un point de débat lors des campagnes pour les référendums relatifs à l'Europe depuis les années 1990. La déclaration de Séville de 2002 reconnaît la « politique traditionnelle de neutralité militaire » du pays.

## Conception irlandaise de la neutralité
Il existe des différences entre la conception irlandaise de la neutralité et celle mise en œuvre par certains autres pays neutres : 
- Alors que d'autres pays comme la Suède ou la Suisse disposent d'armées importantes, l'Irlande ne maintient qu'une petite force militaire d'environ 10 000 personnes[3].
- Alors que la plupart des pays neutres n'autorisent aucune présence militaire étrangère sur leur territoire, l'Irlande laisse régulièrement des avions militaires de différents pays transiter par l'aéroport de Shannon. Un texte de 1952 [4] permet au ministre des affaires étrangères, exceptionnellement, d'autoriser les avions militaires étrangers à survoler l'Irlande ou à s'y poser. Il faut cependant avoir confirmation que ces avions ne sont pas armés, ne transportent pas d'armes, de munitions ou d'explosifs, et que le vol ne fasse pas partie d'un exercice militaire, encore moins d'une opération réelle.

Après les Attentats du 11 septembre 2001, ces conditions furent levées pour les avions agissant dans le cadre de la résolution 1368 du conseil de sécurité. Le gouvernement irlandais a toujours eu pour position que laisser des avions utiliser le sol irlandais ne constituait pas une participation dans un conflit et était compatible avec la neutralité, prenant ainsi en exemple le transit de troupes allemandes entre la Suède et la Finlande par le biais du territoire suédois (pays neutre) pendant la Seconde Guerre mondiale.
Un État neutre peut également autoriser ses citoyens à servir dans les forces d'une armée étrangère, même en temps de guerre. L'Irlande n'interdit pas à ses citoyens de servir dans des armées étrangères, et de nombreux Irlandais ont servi comme volontaires au sein des forces britanniques, et dans une moindre mesure américaines.

## Au cours de l'histoire

### Guerre civile espagnole
Une loi de 1937 interdit aux citoyens irlandais de se rendre en Espagne pour y combattre comme volontaires d'un côté ou de l'autre. Cependant, des volontaires rejoignent les armées des deux camps au sein de la Colonne Connolly ou de la Légion Saint-Patrick.

### Seconde Guerre mondiale
Pendant la Seconde Guerre mondiale, appelée l'urgence dans le pays, l'Irlande dirigée par le Taoiseach (premier ministre) Éamon de Valera maintient son attitude de neutralité.
En pratique, cependant, l'attitude de l'Irlande pencha en faveur des Alliés dans une posture dite de « neutralité bienveillante ».
- Les pilotes allemands qui se posèrent (de façon imprévue) en Irlande furent internés. A contrario, les pilotes alliés dans la même situation furent dans la plupart des cas autorisés à gagner le territoire britannique [8]).
- Des avions alliés, majoritairement des avions américains livrés aux Britanniques, furent autorisés à survoler un passage dans le territoire irlandais (le corridor du Donegal) pour rejoindre les bases en Ulster[9].
- Des avions alliés purent aussi se ravitailler à l'aéroport de Shannon.
- Quelque 70 000 Irlandais combattirent dans l'armée britannique comme volontaires[10].
- Quelque 200 000 Irlandais allèrent travailler en Grande-Bretagne pour l'économie de guerre. La plupart restèrent dans ce pays une fois la paix revenue.
- Des réunions secrètes se sont tenues entre militaires britanniques et irlandais pour planifier la défense du pays en cas d'invasion allemande[11].
- L'Irlande continue à fournir ses relevés météorologiques aux Britanniques, ils furent utilisés pour préparer l'opération Overlord.
- Lorsque Belfast fut bombardée en avril 1941, les pompiers d'Irlande du sud furent envoyés en assistance à leur collègues d'Ulster.

Le secrétaire du gouvernement de l'époque, Maurice Moynihan, écrivit au bas de la liste confidentielle des mesures de neutralité bienveillante de son pays : « Nous n’aurions pas pu faire davantage si nous avions été belligérants ». De fait, l'armée irlandaise, sans force aérienne ni marine, n'aurait probablement pas eu d'incidence notable dans le conflit par une implication plus active.
L'Irlande, respectant sa neutralité, ne ferma pas les ambassades allemande et japonaise, qui restèrent actives pendant toute la guerre. La politique de neutralité était largement soutenue : lorsque la question fut soumise au parlement un seul député vota pour l'engagement dans la guerre au côté des Alliés. Les navires irlandais ont porté secours à des naufragés tant alliés que des pays de l'Axe. De Valera présentera même ses condoléances après la mort d'Adolf Hitler à l'ambassadeur allemand en Irlande, Eduard Hempel, ce que Winston Churchill ne lui pardonnera pas.
La neutralité irlandaise connut une grave menace de l'intérieur sous la forme de l'IRA qui conspira avec l'Allemagne, dans le but d'entraîner l'Irlande dans un conflit avec le Royaume-Uni qui permettrait la réunification de l'île. Ces plans furent ruinés par la mort (naturelle) de Seán Russell à bord d'un sous-marin allemand et par la prise de conscience par les Allemands des capacités militaires réduites de l'IRA.

### Guerre froide
Pendant la guerre froide, l'Irlande maintint son attitude neutre. Elle ne s'aligna ni sur l'OTAN ni sur le Pacte de Varsovie. L'Irlande proposa cependant une alliance séparée avec les États-Unis, offre déclinée. Cette offre était en lien avec les 133 millions de dollars reçus dans le cadre du plan Marshall.
Cependant, des échanges secrets d'informations entre le gouvernement irlandais et la CIA commencèrent en 1955. Ces liens ont été établis par Liam Cosgrave via un certain M. Cram et l'ambassade irlandaise à Londres, et ne furent révélés qu'en décembre 2007. En 1962-63, durant la crise des missiles cubains, Seán Lemass autorise l'inspection d'avions faisant escale à l'aéroport de Shannon sur leur route entre Cuba et des pays membres du pacte de Varsovie, pour rechercher du matériel militaire.

## Politique actuelle

### Conflits récents

#### Guerre d'Afghanistan
Malgré sa position neutraliste, l'Irlande a fourni à la Force internationale d'assistance et de sécurité (mission menée par l'OTAN) un total de 120 militaires irlandais, en tant qu'instructeurs,. Les troupes agissent sous mandat de l'ONU.

#### Guerre d'Irak
Le gouvernement irlandais n'a pas pris position pour ou contre l'invasion de l'Irak en 2003. Des avions de l'USAF purent se ravitailler à l'aéroport de Shannon durant le conflit. L'Irlande était à ce moment membre du Conseil de sécurité de l'ONU et a voté oui à la résolution 1441 qui menaçait l'Irak de conséquences sérieuses si le pays refusait les inspections sur son armement.